# Pałac w Strzeszowie
Pałac w Strzeszowie – wybudowany w XVI w. w Strzeszowie.

## Położenie
Pałac położony jest we wsi w Polsce, w województwie dolnośląskim, w powiecie trzebnickim, w gminie Wisznia Mała.

## Historia
Pałac przebudowany w XVIII i drugiej połowie XIX wieku; prawdopodobnie w miejscu dzisiejszego pałacu znajdował się już wcześniej drewniany dwór obronny lub myśliwski. W 1559 r. nabył go od księcia Oleśnickiego (von Oels) późniejszy starosta generalny księstwa wrocławskiego Nicolaus II von Rehdiger. Był to jedynie zastaw, ale już w 1567 r. przeszedł na jego własność. Stąd też na prawym skrzydle elewacji od zachodniej strony widnieje ozdobna data. W tym samym roku Rehdiger na miejscu książęcego dworu zbudował pałac otoczony fosą. W 1588 r. utworzył tu fideikomis przekazany jego synom i w tej rodzinie majątek pozostał do 1904 roku, kiedy zmarł Albrecht Rehdiger. W 1945 r. pałac stał się siedzibą kwatery głównej wojsk radzieckich. Gromadzono w nim także oficerów niemieckich wziętych do niewoli podczas oblężenia Wrocławia. Do 1947 r. w pałacu mieścił się szpital wojskowy Armii Czerwonej, a następnie, całkowicie ogołocony budynek, został przejęty przez władze polskie i przekazany PGR-owi. W tym czasie w budynku znajdowały się m.in. świetlica i przedszkole. Po upadku PGR-u pałac stał pusty, był grabiony i dewastowany, w 1995 r. przeszedł w prywatne ręce, co uratowało obiekt przed kompletną ruiną. Obiekt jest częścią zespołu pałacowego, w skład którego wchodzi jeszcze park.